# Robert Reich
Robert Bernard Reich (Scranton, 24 juni 1946) is een Amerikaans hoogleraar, schrijver, advocaat, overheidsbestuurder en politiek commentator. Van 1980 tot 1992 onderwees hij aan Harvard, nadien aan Brandeis en sinds 2006 aan de Universiteit van Californië - Berkeley. Reich werkte voor de presidenten Gerald Ford, Jimmy Carter en Barack Obama en was minister van Arbeid in het kabinet-Clinton van 1993 tot 1997. Sinds 2013 maakt Reich onder de noemer Inequality Media informatieve video's over economie en beleid.